# Ricardo Semler
Ricardo Frank Semler, född 1959 i São Paulo, är en brasiliansk företagsledare och huvudägare i Semco Partners, ett företag känt för sin radikala form av arbetsplatsdemokrati. Under Semlers ledning ökade intäkterna från 4 miljoner dollar år 1982 till 212 miljoner år 2003. 
Semco Partners har sin bakgrund i Semco Group, en tillverkare av centrifuger grundad på 1950-talet av Antonio Curt Semler, Ricardo Semlers far. Ricardo Semler tog över ledningen 1980.
Semlers strategier för företagsledning har rönt stort intresse runt om i världen. Virando en Propria Mesa ("vänd ditt eget bord"), hans första bok som publicerades 1988, blev den mest sålda fackboken i historien i Brasilien. Han har sedan skrivit två böcker på engelska om omvandlingen av Semco: Maverick, en engelsk version av Virando en Propria Mesa som publicerades 1993 och samt The Seven Day Weekend 2003. Han höll ett TED-föredrag 2014.
Han avlade en juristexamen vid universitetet i São Paulo.